# Contarinia montana
Contarinia montana är en tvåvingeart som beskrevs av Fedotova 1993. Contarinia montana ingår i släktet Contarinia och familjen gallmyggor.
Artens utbredningsområde är Kazakstan. Inga underarter finns listade i Catalogue of Life.